# Muntanyes Călimani
Les muntanyes Călimani (en romanès: Munții Călimani, hongarès: Kelemen-havasok) són el complex volcànic més gran de les muntanyes dels Carpats de Transsilvània (Romania). Geològicament pertanyen al grup de les muntanyes Căliman-Harghita dels Carpats de l'interior oriental.
Assoleixen la seva alçada màxima al pic Pietrosul Călimanilor, a 2.102 m. Altres cims significatius són: el Bistriciorul (1.990 m), el Stuniorul (1.885 m), el Gruiului (1.913 m), el Negoiul Unguresc (2.084 m), el Rețițiș (2.021 m), el Bradul Ciont (1.899 m) i el Lezerul Călimanilor (2.023 m). El cràter volcànic té un diàmetre de 10 quilòmetres i limita amb els cims més alts. Al nord queda tallat pel riu Valea Neagră, l'afluent del riu Dorna. A l'interior del cràter hi ha diversos embuts volcànics secundaris (Pietricelui, Vârful Haitei, Negoiul Românesc), dels quals se'n va explotar el sofre per darrer cop el 1997.
Entre les principals atraccions turístiques s’inclouen formes estranyes de roques volcàniques a les muntanyes Tihul, Rusca i Rețițiș, però sobretot a les muntanyes Tămău i Lucaciu. En l'últim sector es pot trobar la reserva geològica 12 Apòstols.

## Formació
Les muntanyes Calimani, juntament amb les muntanyes de Gurghiu i muntanyes d'Harghita, formen part del grup sud de muntanyes més joves de Romania, amb cràters extingits fa uns 1,8-5 milions d'anys (inferior Quaternari), que es va formar a l'Upper Pliocè (finals del Terciari Neogen). La intensa activitat volcànica neògena va provocar l'aparició d'enormes acumulacions de lava repartides en una longitud de 450 km (dels quals 375 a Romania). Format per lava, aglomerats i cendres alternes (estratovolcà), el Călimani pertany al grup sud, la massa volcànica més important, amb una superfície aproximada de 6.400 km², amb una amplada d'uns 40 km i una longitud de prop de 160 km.

## Flora
Després d'estudis realitzats per biòlegs romanesos i estrangers, des de 1900 fins als darrers anys, es van esmentar 1.004 espècies de plantes vasculars de les quals els arbres i arbustos són inferiors en nombre d'espècies, a favor de les plantes herbàcies.
Hi ha diversos ecosistemes: boscos mixtos d'avets i faigs al congost de Mureș, boscos d'avets a la conca del Neagra, boscos d'avets barrejats amb pi pinyer (reserva científica), ginebres i cades i més de 1.900 m, prats alpins.

## Parc Nacional Călimani
Fundat el 1990, el parc nacional Călimani és un dels parcs nacionals més grans de Romania. El parc té una superfície total de 24.041 ha i inclou les següents zones:
- Reserva científica de ginebres amb Pinus cembra, categoria Ia UICN en una àrea de 384,2 ha;
- Reserva del llac Iezer de Călimani, categoria IV IUCN en superfície de 322 ha;
- Reserva geològica 12 apòstols, categoria IV UICN en superfície de 200 ha.

## Turisme
Les muntanyes Călimani són un lloc ecoturístic popular entre romanesos i estrangers. La zona on es troba la serralada se sobreposa a Țara Dornelor, una regió on es fusionen la natura i les tradicions populars. Durant l'hivern, les pistes d'esquí a Vatra Dornei són envaïdes pels turistes. Durant l'estiu poden practicar ràfting fluvial, bicicleta de muntanya, parapent o tirolina.
Tot i que no és un motiu turístic per se, les muntanyes també es van assenyalar com el lloc del castell del Dràcula a la novel·la Dràcula de Bram Stoker.